# Oscar de Cock
Pour les articles homonymes, voir de Cock.
Oscar de Cock, né en 1881 et décédé au cours du XXe siècle, est un rameur belge.

## Biographie

### Jeux olympiques
Oscar de Cock participe aux Jeux olympiques d'été de 1900 à Paris pour l'épreuve du huit de pointe avec barreur en aviron (le 26 août 1900) pour le Royal Club Nautique de Gand accompagné de huit autres rameurs. Il remporte avec eux une médaille d'argent avec un temps de 6 min 13 s 8.
En plus des Jeux olympiques, il participe aux Championnats d'Europe d'aviron de 1900 à Paris et de 1901 à Zurich pour l'épreuve du huit de pointe avec barreur pour lesquels il remporte deux médailles d'or.